# جزيرة توكالا (ميدي)

تعديل مصدري - تعديل

جزيرة توكالا هي إحدى جزر مديرية ميدي التابعة لمحافظة حجة.